# Ponte 15 Maggio
Il ponte 15 Maggio (ar:كوبري 15 مايو, Kobri 15 Mayo, anche Ponte 26 Luglio, Ponte al-Zamalek) collega i quartieri di Mohandseen, Zamalek e Boulaq nel centro de Il Cairo.

## Caratteristiche
Il ponte prende il nome dal "15 maggio" giorno dell'inizio della guerra arabo-israeliana del 1948. Fu costruito dalla compagnia edilizia Arab Contractors (AC) negli anni 80. La parte del ponte, che collega Zamalek a Mohandseen è anche chiamata Ponte 26 Luglio, come l'omonima strada a esso sottostante ed a quello del Corridoio stradale 26 luglio (ar: محور 26 يولي, Mehwar 26 Iuliu) che inizia col Ponte al-Zamalek e termina nella città di 6 Ottobre.
Il ponte ha subito un attentato terroristico nell'aprile del 2015, che causò la morte di diverse persone.